# Héctor Fautario
Héctor Luis Fautario (Provincia de Entre Ríos, 21 de mayo de 1924-Buenos Aires, 12 de febrero de 2017) fue un militar argentino perteneciente a la Fuerza Aérea Argentina que alcanzó el máximo rango del escalafón militar de la aeronáutica y la comandancia de la misma.

## Carrera aeronáutica
Tras culminar con sus estudios de educación secundaria, Héctor Fautario ingresó como cadete de la Escuela de Aviación Militar el 1 de marzo de 1942. El 7 de diciembre de 1945 egresó como alférez del escalafón aire, con orden de mérito 10 sobre un total de 112 egresados de la promoción 11° de la mencionada institución aeronáutica militar. Uno de sus compañeros de promoción fue el misionero alférez José María Klix, quien décadas más tarde sería ministro de Defensa del presidente de facto Jorge Rafael Videla.

### Titular de la Fuerza Aérea Argentina
Su mandato al frente de la Fuerza Aérea fue respaldado no solo por Héctor José Cámpora, sino también por Raúl Alberto Lastiri, Juan Domingo Perón y María Estela Martínez de Perón.
Héctor Luis Fautario se destacó por ser el primer comandante de la Fuerza Aérea Argentina desde el retorno de la democracia en Argentina el 25 de mayo de 1973, una vez consumada la Revolución Argentina. El anterior jefe de la aeronáutica, el brigadier general Carlos Alberto Rey, había pasado a retiro el mismo día de la asunción de Cámpora a la Presidencia de la Nación Argentina. Fautario, a su vez, fue inmediatamente ascendido al rango de brigadier general.

### Primer vuelo transatlántico tricontinental
Desde el 4 al 10 de diciembre de 1973, siendo ya comandante general de la Fuerza Aérea Argentina, Héctor Luis Fautario participó del primer vuelo transatlántico tricontinental, partiendo desde América del Sur en la Ciudad de Buenos Aires y haciendo escala en Río Gallegos, luego en la Antártida en la Base Marambio, para finalmente llegar a Oceanía aterrizando en Christchurch, Nueva Zelanda y finalmente en Canberra, Australia. El 15 de diciembre Fautario y los tripulantes recibieron una distinción de parte del presidente Juan Domingo Perón.
Entre los tripulantes estaban los por entonces capitanes Hugo César Meisner (caído en Malvinas) y Juan Daniel Paulik, quien sería en 1993 titular de la Fuerza Aérea Argentina y también el comodoro Julio César Porcile, futuro ministro de trabajo de las presidencias de facto de los tenientes generales Roberto Viola y Leopoldo Galtieri entre los años 1981 y 1982.

### Malestar con las otras armas
Hacia mediados de 1975 el brigadier general Héctor Luis Fautario comenzó a ser objeto de fuertes críticas por parte de sus pares comandantes del Ejército Argentino, el teniente general Jorge Rafael Videla y de la Armada Argentina, el almirante Emilio Eduardo Massera, quienes le recriminaban al comandante de la Fuerza Aérea Argentina no solo la falta de contacto y diálogo con las otras armas, sino que también una aparente pasividad en la lucha contra las organizaciones guerrilleras debido a que el avión FMA IA-58 Pucará, que fuera especialmente adaptado para la contrainsurgencia, para aquel entonces todavía no había entrado en combate, y que, por otra parte, el Boeing 737 de Aerolíneas Argentinas, que había sido secuestrado en la Provincia de Formosa, voló durante dos horas y media sobre territorio argentino y aterrizó en la Provincia de Santa Fe, sin haber sido detectado por la Fuerza Aérea Argentina en ninguna oportunidad.

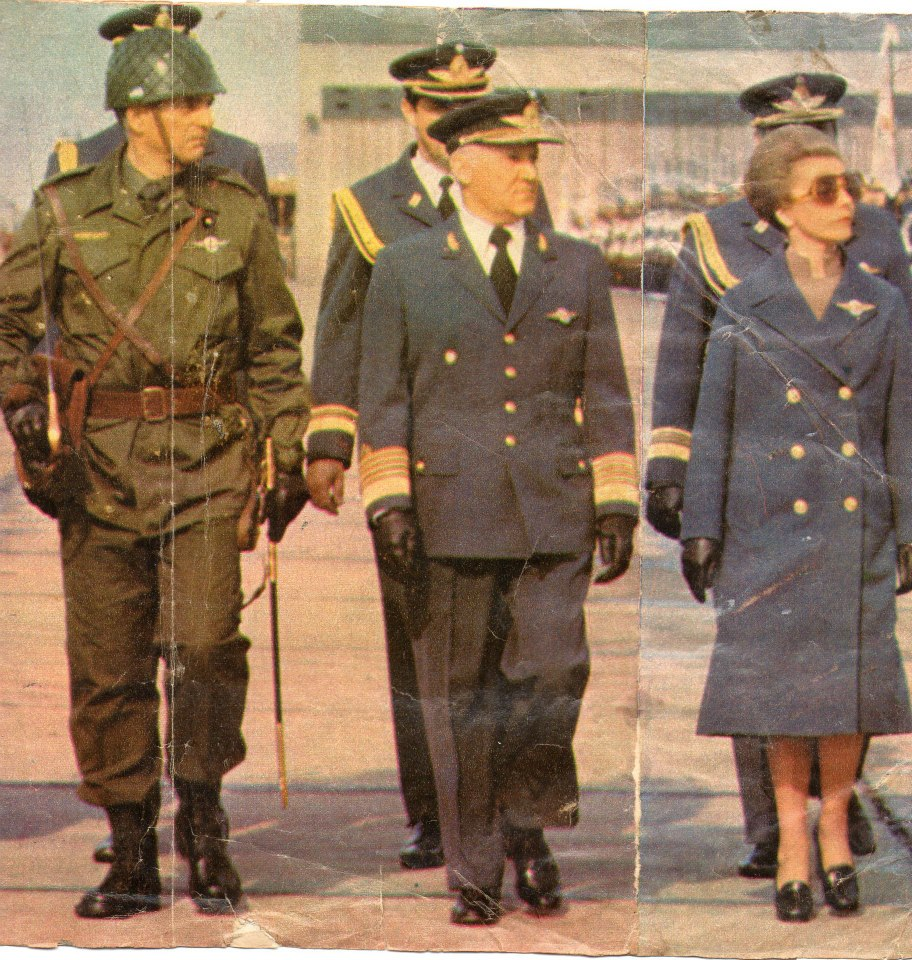
El 10 de agosto de 1975, la Presidenta Isabel Peron, presidio en la base aérea de El Palomar, en Morón, el acto del día de la Fuerza Aérea. Acompañada por el brigadier Fautario, comandante general de la fuerza, pasó revista a las tropas y a los 192 aviones formados en la pista central y las 10 baterías antiaéreas. Entre los aviones se destacaban tres máquinas de apoyo terrestre, los Pucara, fabricados en la fábrica de aviones de Córdoba.

### Planificación de Massera y Videla para concretar un golpe de Estado
El 13 de octubre de 1975, tuvo lugar una cena entre los tres comandantes de las Fuerzas Armadas argentinas para definir los ascensos militares del año 1976. En esa reunión los comandantes de la Armada y el Ejército decidieron que en 1976 se debía derrocar al gobierno constitucional de María Estela Martínez de Perón, lo que generó una muy fuerte discusión con Fautario, quien se oponía a cualquier intento de desestabilizar al gobierno constitucional. El factor determinante aparentemente habría sido el ataque al Regimiento de Infantería de Monte 29 de la Provincia de Formosa el domingo 5 de octubre de 1975.
El 17 de octubre, dentro del yate ARA Itatí, en el delta del Paraná, Héctor Fautario concurrió a la invitación que le había enviado Emilio Massera para reunirse ellos dos junto a Jorge Videla. En esa reunión el comandante de la Armada fue la voz cantante. Massera le dijo a Fautario que revisara su posición (de no plegarse a un futuro golpe de Estado) ya que el país se encontraba frente a problemas tales como «la subversión, los gremios que pasaron a dominar el gobierno, que no controla la situación». Fautario nuevamente se negó a acceder a la propuesta afirmando que los militares no estaban preparados para gobernar, y que todos los anteriores regímenes militares en Argentina habían tenido que salir «por la puerta trasera». Acto seguido, Videla arremetió nuevamente, afirmando que la situación iba a ser diferente, ya que el próximo gobierno militar que se iba a hacer cargo del país iba a ser encabezado por una Junta Militar, y que cada una de las armas tendría un 33,3 % de importancia en las decisiones que se llevarían a cabo. Fautario fue contundente: «A mí no me enrosqués la víbora. El Ejército, como siempre, se va a quedar con la principal porción; después, vendrá la Marina, y a nosotros, a la Fuerza Aérea, nos quedarán las migajas.» Massera intervino en la discusión y le pidió nuevamente a Fautario que repensara su posición al respecto y también le comunicó al jefe de la aeronáutica que la decisión estaba tomada y que las Fuerzas Armadas de Argentina se harían cargo del país a partir del 24 de marzo de 1976 por medio de un golpe de Estado. Otra vez, Héctor Luis Fautario fue contundente, dijo: «No tengo nada que pensar. Mi posición sigue siendo negativa.»
La decisión de derrocar a la primera mandataria en la fecha antes citada se debía principalmente a que tanto la Armada como el Ejército debían comenzar con el adiestramiento de los nuevos conscriptos que se sumaban a las filas para cumplir con el servicio militar obligatorio en 1976, y también porque debían anticiparse al inicio de la campaña electoral.
En esa reunión Emilio Eduardo Massera y Jorge Rafael Videla siguieron tratando, sin éxito, de convencer a Héctor Luis Fautario: Massera arremetió otra vez diciéndole a Fautario que «los políticos no se querían hacer cargo de la situación» y que el país se encontraba en caída libre. Fautario le responde que en 1977 iba a haber elecciones y que probablemente el peronismo sería derrotado. Sin embargo los demás comandantes no pensaban lo mismo y la reunión terminaría sin acuerdo.

## Sublevación en la Fuerza Aérea y caída de Fautario
El jueves 18 de diciembre de 1975, tuvo lugar una sublevación dentro de la Fuerza Aérea Argentina. Un sector de la aviación de tendencia ultranacionalista encabezado por el brigadier mayor Orlando Jesús Capellini se pronunció pidiendo el pase a retiro del brigadier general Héctor Fautario y la renuncia de María Estela Martínez de Perón. En la rebelión fueron detenidos en el aeroparque Fautario junto a otros brigadieres mayores y brigadieres y trasladados a la VII Brigada Aérea «Morón». Héctor Fautario fue enviado al Taller Regional Quilmes, donde lo encerraron en una habitación sin custodia.
En el lugar donde había sido encerrado Fautario no estaba bajo ninguna custodia, por lo que salió en busca de ayuda. Un mayor lo auxilió y lo trasladó en auto hasta el edificio Cóndor, donde llegó cerca de las doce del mediodía. Su presencia sorprendió al ministro de Defensa Tomás Vottero, quien se había acercado al edificio para nombrar como comandante de la Fuerza Aérea Argentina al por entonces brigadier Orlando Ramón Agosti. Ante esa situación Fautario lo increpó a Vottero por lo que estaba haciendo y le dijo que ya estaba en marcha un golpe de Estado. Luego, partió hacia Olivos para intentar hablar con la presidenta, pero no lo recibió. Frustrado, el brigadier general Héctor Fautario le envió entonces un mensaje a través del edecán de la Aeronáutica: «Cuídese, Señora, porque a usted la van a echar en marzo.»
El gobierno pensaba que el retiro de Héctor Fautario iba a terminar con la sublevación, ya que creía que esta era producto de una disputa interna en la aeronáutica. Pero la rebelión no había sido sofocada y continuaba.
Sin embargo, el levantamiento comenzó a resquebrajarse luego de una declaración realizada por el comandante del Ejército:

La crisis planteada en el seno de la Fuerza Aérea se proyecta al plano institucional y al plano nacional. En cuanto al primero, el Ejército es prescindente, por cuanto entiende que debe resolverse dentro de aquella institución. En lo que respecta al plano nacional, el suscripto no comparte la solución propuesta.
Teniente general Jorge Rafael Videla, 18 de diciembre de 1975

El pronunciamiento liderado por el brigadier mayor Jesús Orlando Capellini se prolongó hasta el 22 de diciembre luego de que aviones de la misma Fuerza Aérea Argentina bombardearan la VII Brigada. Sin embargo, el factor decisivo fue la mediación del vicario castrense de las Fuerzas Armadas, Adolfo Tortolo, quien consiguió que los sublevados dieran marcha atrás con sus pretensiones.
De todas formas, los oficiales aeronáuticos insurrectos lograron uno de sus objetivos: la remoción y pase a retiro del brigadier general Héctor Luis Fautario y su segundo, el brigadier mayor José María Klix. El mismo día que comenzó el levantamiento (el 18 de diciembre) fue nombrado titular de la Fuerza Aérea Argentina el brigadier Orlando Ramón Agosti, quien fue nombrado comandante de la Fuerza Aérea Argentina y ascendido al rango de brigadier general.